# Wilhelm Joswig
Wilhelm Joswig (Klein-Zechen, 2 febbraio 1912 – Stoccarda, 7 luglio 1989) è stato un militare e aviatore tedesco che prestò servizio nella Luftwaffe durante e dopo la seconda guerra mondiale. Durante la sua carriera ha svolto 820 missioni di combattimento (di cui 70 a bordo della versione cacciabombardiere del Focke-Wulf Fw 190) nei più svariati teatri operativi, distruggendo un sottomarino, tre navi, 88 carri armati, 13 ponti, due treni e conseguendo anche due vittorie aeree. Inoltre, il 2 agosto 1943, salvò tre equipaggi  tedeschi recuperandoli da dietro le linee nemiche, incluso il vincitore della Croce di Cavaliere della Croce di Ferro oberleutnant Immo Fritzsche.

## Biografia
Nacque a Klein-Zechen, vicino a Johannisburg (Prussia orientale), il 2 febbraio 1912. Dopo aver lavorato per la Polizia tedesca il 2 maggio 1935 si arruolò nella Luftwaffe. Dopo aver completato il suo addestramento prestò servizio come istruttore di volo presso la Stukaschule di Otrokowitz tra il 1939 e il 1940. Con l'inizio della  battaglia d'Inghilterra nell'estate del 1940 fu trasferito, insieme alla 8./St.G 1, sulle rive del canale della Manica e in una delle sue prime missioni, affondò una fregata.
Dall'inizio del 1941 fu trasferito in Sicilia, partecipando ai duri attacchi contro le isole di Malta e Creta, e poi operò in appoggio alle truppe dell'Afrika Korps impegnate in Africa Settentrionale Italiana. Il 24 maggio 1941, durante una missione, il suo Junkers Ju 87 Stuka fu colpito dall'artiglieria contraerea nemica. Lanciatosi con il paracadute rimase in acqua per 26 ore prima di essere individuato e tratto in salvo salvato da un idrovolante Dornier Do 24.
Il 22 giugno 1941, con l'inizio dell'invasione dell'Unione Sovietica (Operazione Barbarossa) da parte delle truppe della Wehrmacht, la sua unità fu spostata sul fronte orientale. Volando a sostegno dell'avanzata tedesca nell'area di Smolensk, il 15 luglio fu nuovamente abbattuto dalla contraerea nemica e costretto a toccare terra dietro le linee nemiche. Catturato da una pattuglia di soldati russi, tuttavia, sei giorni dopo, i tedeschi arrivarono sul luogo dove era tenuto in prigionia, liberandolo.
Al suo ritorno nelle linee tedesche fu nominato istruttore presso la Stukaschulle di Diest (Belgio) e, parallelamente, fu incaricato di organizzare una Staffel di cacciabombardieri Ju 87 Stuka, con sede a Coxyde, per svolgere missioni notturne sull'Inghilterra. In una di queste missioni rimase gravemente ferito in un incidente aereo nella notte tra l'11 e il 12 gennaio 1942, rimanendo ricoverato per circa sei mesi in ospedale. 
Rientrato presso l'8./St.G 1 il 17 giugno 1942 partecipò alla battaglie di Leningrado, Volchov e del Lago Il'men', svolgendo missioni di bombardamento e di ricognizione armata in forza alla "Staffel Falke" dello St.G 1 nel settore centrale. Nel mese di agosto venne abbattuto tre volte, il 3, il 7 e l'11, dai caccia o dall'artiglieria antiaerea, dovendo abbandonare il suo aereo in tutte queste occasioni.
Trasferito allo St.G 77 nel mese di ottobre 1942, effettuò quattro missioni con questa unità prima di essere trasferito alla 9./St.G 2 "Immelmann". In seguito riassegnato in servizio alla 9./SG 2 (cioè la 9 Staffel dallo Schlachtgeschwader 2. Il 3 marzo 1943 il suo Ju 87 Stuka fu gravemente colpito da un proiettile antiaereo sovietico, il cui scoppio lo privò della vista da entrambi gli occhi. Volò per circa 40 minuti prima di raggiungere le posizioni tedesche e lanciarsi con il paracadute. 
Ripresosi rapidamente dalle ferite continuò ad eseguire missioni belliche, attaccando ponti, mezzi corazzati e colonne da trasporto sul fronte orientale. Il 23 gennaio 1944, durante la sua 750ª missione, fu nuovamente abbattuto e costretto a lanciarsi gravemente ferito nella terra di nessuno.
Dopo diverse ore la fanteria tedesca riuscì a trarlo in salvo e trascorse otto mesi in convalescenza. Mentre era in ospedale il 29 febbraio 1944 fu insignito della Croce di Cavaliere della Croce di Ferro (Ritterkreuz des Eisernen Kreuzes).
Ritornato al fronte nel settembre 1944 fu promossooberleutnant il 3 febbraio 1945, ed eseguì la sua 800ª missione di combattimento nel marzo 1945. Catturato dagli alleati sul fronte occidentale alla fine delle ostilità nel maggio 1945, nel dopoguerra non rientrò in servizio nella ricostituita Luftwaffe della Germania occidentale, preferendo lavorare nel settore privato. Morì per cause naturali il 7 luglio 1989 nella città di Stoccarda.

### Fonti
1. 1 2 3 4 5 6 7 8 9 10 11 12 13 14 15 16 17 18  Luftwaffe 39-45.
2. 1 2 3 4 5 6 7 8 9 10  Traces of War.
3. 1 2 3  Weal 2008, p. 14.